# US Pergolettese 1932
Die Unione Sportiva Pergocrema 1932 ist ein italienischer Fußballverein aus Crema. Der Verein wurde 1932 gegründet und trägt seine Heimspiele im Stadio Giuseppe Voltini aus, das Platz bietet für 4.100 Zuschauer. US Pergocrema spielte zurzeit in der Serie C, der dritthöchsten Spielklasse in Italien.

## Geschichte
Der Verein wurde im Jahre 1932 als US Pergolettese 1932 in Crema, einer Stadt mit gut dreißigtausend Einwohnern in der italienischen Region Lombardei in der Provinz Cremona, gegründet. Zunächst spielte der Verein über dreißig Jahre lang in der regionalen Ligen im Amateurbereich. 1967 gelang US Pergolettese erstmals der Aufstieg in die damals noch viertklassige Serie D. Dort konnte man sich etablieren und verpasste den Aufstieg in die Serie C in den ersten drei Jahren durch zwei zweite und einen dritten Platz im Girone B jeweils nur knapp. 1975/76 gelang der Sprung in die dritte Liga, man wurde Erster im Girone B der Serie D mit einem Punkt Vorsprung auf Romanese. In der ersten Drittligasaison wurde der Klassenerhalt durch einen fünfzehnten Platz erreicht. Zur Saison 1978/79 wurde die Serie C in Serie C1 und Serie C2 aufgeteilt und es fand in der vorherigen Saison eine Qualifikationsrunde für die Serie C1, was in den folgenden Jahren der dritten Liga entsprach, statt. Dort konnte sich Pergolettese nicht behaupten und startete ab 1979 wieder in der vierten Liga, der Serie C2.
Einundzwanzig Jahre war der Verein nun in dieser Liga zu finden, anno 2000 musste man den Gang in die Eccellenza, die zweithöchste Amateurliga antreten, als nach dem sportlichen Abstieg in die Serie D die Lizenz verweigert wurde. Binnen fünf Jahren kehrte Pergolettese aber wieder in die Serie C2 zurück. Nachdem man 2007 noch in den Playoffs gegen Calcio Lecco gescheitert war, wurde Pergolettese in der Saison 2007/08 Erster des Girone A der Serie C2 und stieg nach 29 Jahren wieder in die Serie C1 auf. In der Saison 2010/11 wurde der fünfzehnte Platz belegt und man musste Playout-Spiele um den Klassenerhalt machen, die gegen AC Monza Brianza siegreich gestaltet wurden. Nachdem in der darauffolgenden Saison ebenfalls auf sportlichem Weg der Ligaerhalt geschafft wurde, wurde dem Verein im Juni 2012 aufgrund des Konkurses vom italienischen Verband Federazione Italiana Giuoco Calcio die Lizenz entzogen und der Club aufgelöst.
Am Ende der Saison 2011/12 bekam der Klub mit Union Sportiva Pergocrema 1932 einen neuen Namen um die Fußballgeschichte fortzufahren. Pergolettese stieg 2013/13 in die Lega Pro Seconda Divisione auf. Seit 2019 spielt der Klub in der Serie C.

## Erfolge
- Serie C2: 1× (2007/08)

- Serie D: 2× (1975/76, 2004/05)

- Eccellenza Lombardei: 1× (2001/02)

## Ligenzugehörigkeit
- Serie C: 29 Spielzeiten

- Serie D: 13 Spielzeiten

- Eccellenza Lombardei: 2 Spielzeiten

- Promozione Lombardei: 3 Spielzeiten

- Prima Categoria Lombardei: 1 Spielzeit

- Seconda Categoria Lombardei: 4 Spielzeiten

- Prima Divisione Lombardei: 4 Spielzeiten

## Ehemalige Spieler
- Fabio Caserta
- Matteo Gentili
- Andrea Gessa
- Dario Hübner
- Attilio Lombardo
- Inácio Piá
- Alessio Tacchinardi

## Ehemalige Trainer
- Giuseppe Sannino